# Паспорт гражданина Китайской Народной Республики

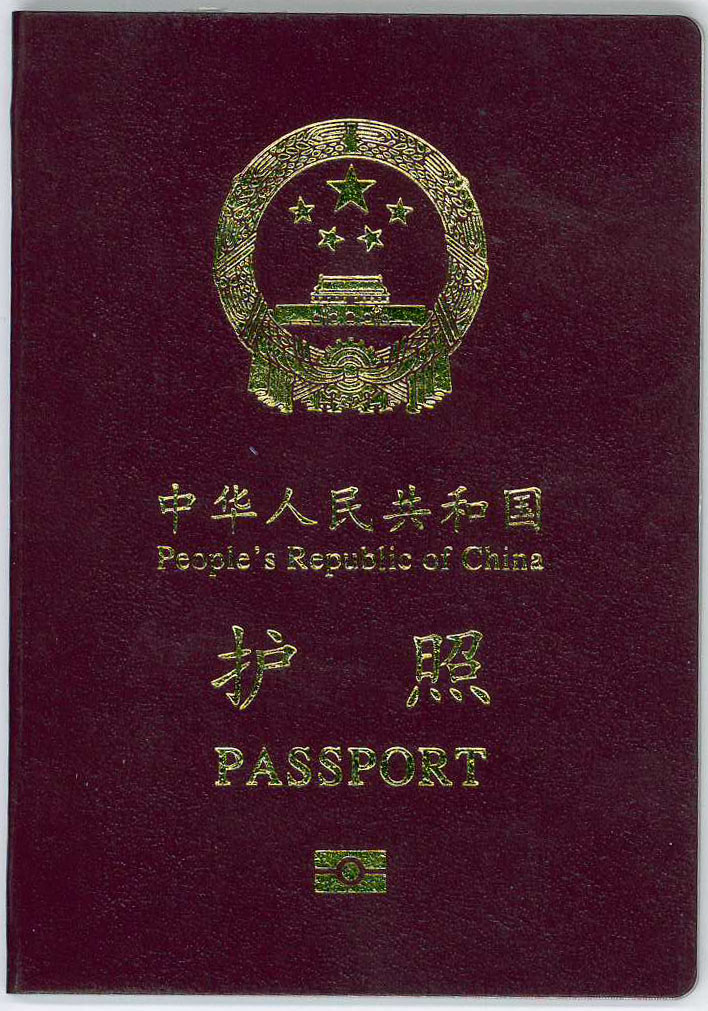
Обложка биометрического паспорта

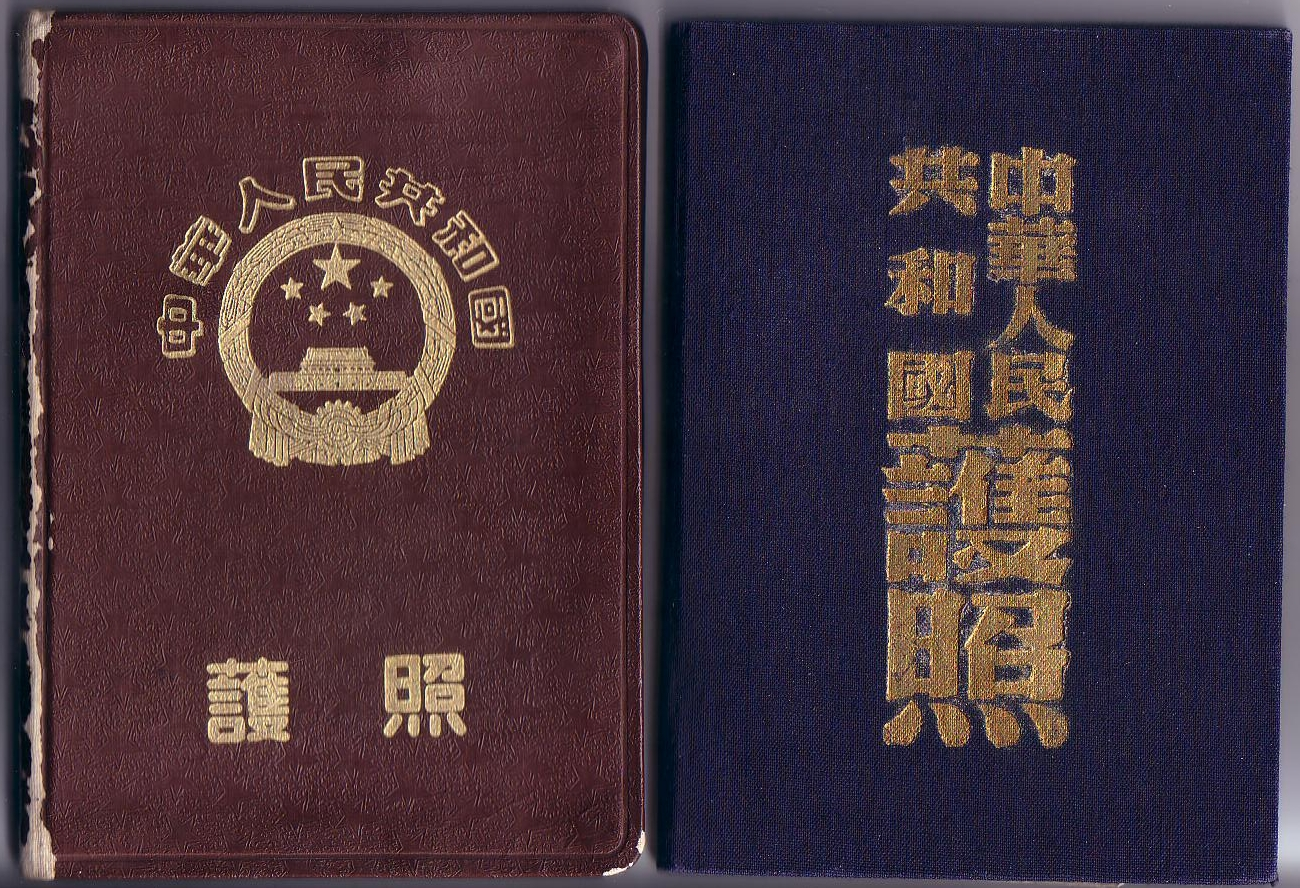
Первые два варианта паспорта КНР с 1949.

Паспорт гражданина Китайской Народной Республики (кит. упр. 中华人民共和国护照 Zhōnghuá Rénmín Gònghéguó hùzhào), официальный документ выдаваемый гражданам КНР, зарегистрированных как жители материкового Китая, для удостоверения их личности и для поездок за границу.
Для Гонконга и Макао используются свои соответствующие паспорта.

## Типы
Выдаётся несколько типов паспортов в КНР:
- обычный («личный обычный») паспорт;
- официальный паспорт;
- дипломатический паспорт;
- паспорт Специального Административного Региона, т.e. Паспорт САР Макао и Паспорт САР Гонконга.

Новые версии обычного китайского паспорта, т. н. «Form 97-2», заменяют свои предшествующие версии «Form 92» и «Form 97-1», с 2007 года.
Обычный паспорт — Внутри
Паспорт «Form 97-2» обычный китайский паспорт (машинно-считываемый паспорт, или т. н. machine readable passport (MRP)).
Личные данные находятся под лицевой обложкой — цветная фотография, отпечатанная по секретной цифровой технологии. Конкретно имеются:
- Тип паспорта (P);
- Код страны (CHN);
- Номер паспорта (Gxxxxxxxx);
- Имя (Фамилия и Имя);
- Пол (M) или (F);
- Номер идентификационной карточки (18-цифровой код), состоящий из шестизначного кода административного деления[англ.], восьмизначной даты рождения, трёхзначного порядкового номера и контрольной цифры;
- Дата рождения (ДД.МММ.ГГГГ);
- Дата выдачи (ДД.МММ.ГГГГ);
- Место рождения (Провинция, или страна, если рождён в пути);
- Место выдачи (Провинция, или место дипломатической/консульной приписки Если выдан за границей);
- Дата истечения (ДД.МММ.ГГГГ);
- Подпись.

Языки
Вся информация содержится на китайском и английском языках.
Заметки в паспорте
На китайском
中华人民共和国外交部请各国军政机关对持照人予以通行的便利和必要的协助.
На английском
The Ministry of Foreign Affairs of the People’s Republic of China requests all civil and military authorities of foreign countries to allow the bearer of this passport to pass freely and afford assistance in case of need.
Перевод на русском:
Министерство иностранных дел Китайской Народной Республики просит все военные и административные учреждения иностранных государств обеспечить свободу передвижения и содействие владельцу паспорта в случае необходимости.

## Страны, доступные для въезда без визы с обычными паспортами КНР
Владельцы обычного китайского паспорта могут въехать без визы в гораздо меньшее число стран, чем владельцы паспорта Гонконга или паспорта Макао.

Страны, доступные для въезда без визы с обычными паспортами КНР

## Поездки внутри КНР
Владельцы обычного китайского паспорта могут свободно перемещаться по всей территории материкового Китая. Для въезда в специальные административные районы Гонконг и Макао им необходимо специальное разрешение китайских властей.